# Raquel Santiago i Escarpenter
Raquel Santiago i Escarpenter (Canet de Mar, Maresme, 22 de novembre de 1980) és una jugadora d'hoquei sobre patins catalana, ja retirada.
Formada al Club Hoquei Canet, va fitxar pel Centre d'Esports Arenys de Munt amb el qual va guanyar dos Lligues catalanes i dos Campionats d'Espanya. Internacional amb la selecció espanyola d'hoquei sobre patins entre 1994 i 2004, va aconseguir tres Campionats del Món (1994, 1996 i 2000), així com una medalla de bronze (2003). A nivell europeu, va aconseguir un Campionat d'Europa el 1995, dues medalles d'argent i una de bronze. El desembre de 2003, va formar part de la primera selecció catalana d'hoquei sobre patins que va disputar un partit internacional contra Portugal.
Entre d'altres reconeixements, va rebre el premi honorífic per la seva trajectòria a nivell internacional a la Nit d'esport de Canet de Mar de 2009.

## Palmarès
Clubs
- 2 Lligues catalanes d'hoquei patins femenina: 1999-00, 2001-02
- 2 Campionats d'Espanya d'hoquei patins femení: 1998-99, 2003-04

Selecció espanyola
- 3 medalles d'or al Campionat del Món d'hoquei patins femení: 1994, 1996, 2000
- 1 medalla de bronze al Campionat del Món d'hoquei patins femení: 2002
- 1 medalla d'or al Campionat d'Europa d'hoquei patins femení: 1995
- 2 medalles d'argent al Campionat d'Europa d'hoquei patins femení: 2001, 2003
- 1 medalles de bronze al Campionat d'Europa d'hoquei patins femení: 1997